# Hottea crispula
Hottea crispula là một loài thực vật có hoa trong Họ Đào kim nương. Loài này được (Urb.) Urb. mô tả khoa học đầu tiên năm 1929.